# Рок в Рио
„Рок в Рио“ е поредица от рок фестивали, провеждани в Бразилия, после и в Португалия, Испания, САЩ. Името му идва от първия град-домакин Рио де Жанейро.

## История
Фестивалите се осъществяват с помощта на предприемача Роберто Медина. Проведени са в следните градове:
- Рио де Жанейро – 6 пъти (1985, 1991, 2001, 2011, 2013, 2015);
- Лисабон – 7 пъти (2004, 2006, 2008, 2010, 2012, 2014, 2016);
- Мадрид – 3 пъти (2008, 2010, 2012);
- Лас Вегас – 1 път (2015).

Планирано е „Рок в Рио“ да се проведе на преустроената писта в Познан към 2011-2015 г., но няма данни да е осъществено.
Това е най-големият фестивал в света, събрал още в първото си издание повече от 1,5 милиона души, 700 хиляди д. във второто и 1,2 млн. д. в третото, както и по 350 хиляди души всеки път в Лисабон.

## Рио де Жанейро

### Рок в Рио 1
Първото издание се провежда в от 11 до 20 януари 1985 г. Участват: Джордж Бенсън, Род Стюарт и групите „Куийн“, „Ей Си/Ди Си“ и „Йес“, които са хедлайнерите, като всеки заема първо място в продължение на 2 нощи.
- Така нареченият Град на рока, построен за провеждане на фестивала, обхваща площ от 250 000 m².
- 1 600 000 литра напитки са били консумирани, използвани са 4 милиона пластмасови чаши.
- 900 000 продадени хамбургери.
- 500 000 пици и филийки.
- „Макдоналдс“ продава 58000 хамбургера в един и същи ден, което е световен рекорд в книгата на Гинес.

Изпълнители
| Чуждестранни изпълнители | Бразилски изпълнители |
| --- | --- |
| Ей Си/Ди Си Ал Джаерул The B-52's Джордж Бенсън The Go-Go's Айрън Мейдън Джеймс Тейлър Нина Хаген Ози Озбърн Куийн Род Стюарт Скорпиънс Уайтснейк Йес | Alceu Valença Baby Consuelo & Pepeu Gomes Barão Vermelho Blitz Eduardo Dusek Elba Ramalho Erasmo Carlos Gilberto Gil Ivan Lins Kid Abelha Lulu Santos Moraes Moreira Ney Matogrosso Paralamas do Sucesso Rita Lee |

Интересни факти
- Изпълненията на „Куийн“ са заснети (на 11 януари и 18 януари) и излъчени в Бразилия. Всеки концерт се гледа от близо 200 милиона души в над 60 страни. По-късно, са излъчвани в САЩ от MVT като "Queen - Rock in Rio."
- Айрън Мейдън излизат на сцената точно две минути след полунощ. Това е в чест и популяризиране на най-новия им албум Powerslave, който включва песента 2 Minutes to Midnight. По време на изпълнението на Revelations вокалистът Брус Дикинсън обръща китарата си близо до лицето си, като се ударя по челото, Дикинсън продължава да пее въпреки неговото кървене. Британската група е единствената не-бразилска, която свири само една нощ на фестивала точно при откриването му.
- The Go-Go се разпадат след двете си изпълнения Рок в Рио, като ще се съберат по-късно през 1990-те.
- На 20 януари изпълнението на The B-52's, се оказва последното им с китариста Рики Уилсън, който умира от СПИН през октомври същата година, като групата е била довършила следващия си албум.
- Нина Хаген не получава нищо за двете си изпълнения, тъй като тя има мениджър за фестивала-Роберто Медина, който взема голяма част от хонорара и. Куийн са най-високо платените музиканти, като получават 600 хиляди долара за двете си изпълнения, на 11 и 18 януари.
- Първоначално и Деф Лепард трябва да свирят на фестивала. Въпреки това, те отпадат около два месеца преди събитието, като това се дължи на забавяне на записите за новия им албум Histeria. На тяхно място са поканени Уайтснейк. Само 11 дни обаче преди началото на фестивала барабанистът на Деф Лепард Рик Алън, претърпява злополука и загубва едната си ръка.

### Рок в Рио 2
Второто издание, се провежда в периода 18-27 януари 1991 година на стадион Маракана. Хедлайнери са Гънс Ен' Роузис, Принс и Джордж Майкъл, като всеки от тях излиза на сцената в две вечери. INXS, New Kids on the Block и A-Ha също получават възможността да свирят всяка нощ.
Изпълнители
| Чуждестранни изпълнители | Бразилски изпълнители |
| --- | --- |
| A-ha Били Айдъл Колин Хей Деби Гибсън Деее-Лите Фейт Ноу Мор Джордж Майкъл Гънс Ен' Роузис Хепи Мъндейс Information Society INXS Джими Клиф Джо Кокър Джудас Прийст Лиса Стейнсфилд Мегадет New Kids on the Block Принс Куинзрайк Run-D.M.C. Карлос Сантана Снап! | Alceu Valença Capital Inicial Ed Motta Elba Ramalho Engenheiros do Hawaii Hanoi Hanoi Inimigos do Rei Laura Finocchiaro Léo Jaime Lobão Moraes Moreira & Pepeu Gomes Nenhum de Nós Paulo Ricardo Roupa Nova Serguei Sepultura Supla Titãs Vid & Sangue Azul |

Гънс Ен' Роузис излизат на сцената на 20 януари, концерт беше първият в историята си с новия барабанист Мат Соръм и кийбордист Дизи Рийд. Вторият концерт на Джордж Майкъл е на 27 януари, при закриването на фестивала, като на сцената се включва на бис с бившия си партньор от Wham! Андрю Ридлей.

### Рок в Рио 3
Третият Рок в Рио фестивал се състои през 2001 г. в неговите седем дни хедлайнери са съответно от Стинг, Ар И Ем, Гънс Ен' Роузис, N Sync, Айрън Мейдън, Нийл Йънг и Ред Хот Чили Пепърс.
Айрън Мейдън записват своята изява и я издават, като концертен албум Рок в Рио. Приходите от продажбата на албума са дарени на Клайв фонд Бър, за да помогнат за лечението му на множествената склероза, която той има.
Изпълнители
| Чуждестранни изпълнители | Бразилски изпълнители |
| --- | --- |
| Файв Аарон Картър Бек Бритни Спиърс Дейв Матюс Дефтоунс Фу Файтърс Гънс Ен' Роузис Роб Халфорд Айрън Мейдън Джеймс Тейлър Нийл Йънг 'N Sync Оуейсис Папа Роуч Queens of the Stone Age Ред Хот Чили Пепърс Ар И Ем Стинг Шерил Кроул Silverchair | Barão Vermelho Capital Inicial Carlinhos Brown Cássia Eller Daniela Mercury Diesel (now Udora) Elba Ramalho and Zé Ramalho Engenheiros do Hawaii Fernanda Abreu Gilberto Gil Ira! Kid Abelha Los Hermanos Milton Nascimento Moraes Moreira Orquestra Sinfônica Brasileira O Surto Pato Fu Pavilhão 9 Sandy & Junior Sheik Tosado Sepultura Ultraje a Rigor |